# Тау Скорпиона
Тау Скорпиона (τ Sco / τ Scorpii) — звезда в созвездии Скорпиона, удалённая от Земли примерно на 430 световых лет. Она имеет историческое название ан-Ният (النياط an-niyāţ), что переводятся с арабского как «артерии».
Тау Скорпиона является бело-голубой звездой главной последовательности спектрального класса B0 и имеет видимую звёздную величину +2,82m. Радиус в 5 раз превышает солнечный, болометрическая светимость звезды составляет 18000 Солнц. Температура звезды разогрета до 30700 Кельвинов. 
Звезда имеет очень активную магнитосферу, и её магнитное поле было картировано с помощью эффекта Зеемана-Доплера, как это изображено на рисунке справа.
Обладая массой 15 солнечных, Тау Скорпиона скорее всего закончит жизнь как сверхновая.